# جون إف. دبليو. روجرز
جون إف. دبليو. روجرز (بالإنجليزية: John F.W. Rogers)‏ هو مدير أمريكي، ولد في 15 أبريل 1956 في Seneca Falls, New York ‏ في الولايات المتحدة.

## وصلات خارجية
- جون إف. دبليو. روجرز على موقع إن إن دي بي (الإنجليزية)